# Drołtowice
Drołtowice (niem. Rudelsdorf) – wieś w Polsce położona w województwie dolnośląskim, w powiecie oleśnickim, w gminie Syców.

## Podział administracyjny
| 1004773 | Górzyca            | przysiółek |
| 0209415 | Ligota Dziesławska | przysiółek |
| 0209421 | Radzyna            | przysiółek |

W latach 1975–1998 miejscowość administracyjnie należała do województwa kaliskiego.

## Oświata
We wsi znajduje się dom nauczyciela, a także szkoła podstawowa, w której uczą się dzieci z okolicznych wsi.

## Położenie
W okolicach wsi znajdują się źródła rzeki Widawy.

## Nazwa
W alfabetycznym spisie miejscowości na terenie Śląska wydanym w 1830 roku we Wrocławiu przez Johanna Knie wieś występuje pod polską nazwą Drotowice, zgermanizowaną Drotowitz oraz niemiecką nazwą Rudelsdorf.

## Historia
W latach 1826–1945 wieś należała do rodziny Korn z Wrocławia. Dawniej w drołtowickim parku mieścił się zamek właścicieli, który został zburzony przez wkraczającą Armię Czerwoną. We wsi znajdowały się także piekarnia, młyn i browar. Są to informacje przekazane przez pierwszych mieszkańców zasiedlających wieś.

## Zabytki
Do wojewódzkiego rejestru zabytków wpisane są:
- pozostałości zespołu pałacowego:
  - oficyna, obecnie dom nr 15, z 1910 r.
  - spichlerz, z drugiej połowy XVIII w.
  - stajnia (magazyn), z czwartej ćwierci XIX w.
  - obora, z przełomu XIX/XX w.
  - park, z początku XIX w., XX w.:
    - bramy parkowe

inne zabytki:
- kościół parafialny pw. św. Mateusza
- kościół ewangelicki, obecnie świetlica